# Mont-Joli
Mont-Joli ist eine kanadische Stadt in der Provinz Québec. Sie liegt am Südufer des unteren  Sankt-Lorenz-Stroms, bei der Mündung des Mont-Joli Flusses, 300 km nordöstlich der Stadt Québec.
Mont-Joli ist an das Bahnnetz von VIA Rail Canada angeschlossen.

## Söhne und Töchter der Stadt
- Gaétan D’Amours (1933–2007), Bodybuilder
- Robert Piché (* 1952), Pilot
- Gervais Rioux (* 1960), Radrennfahrer
- Jean-Philippe Roy (* 1979), Skirennläufer

## Galerie

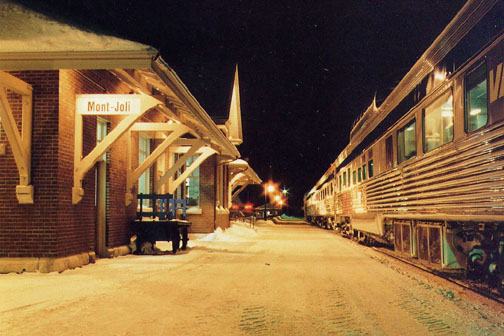
Bahnhof Mont-Joli

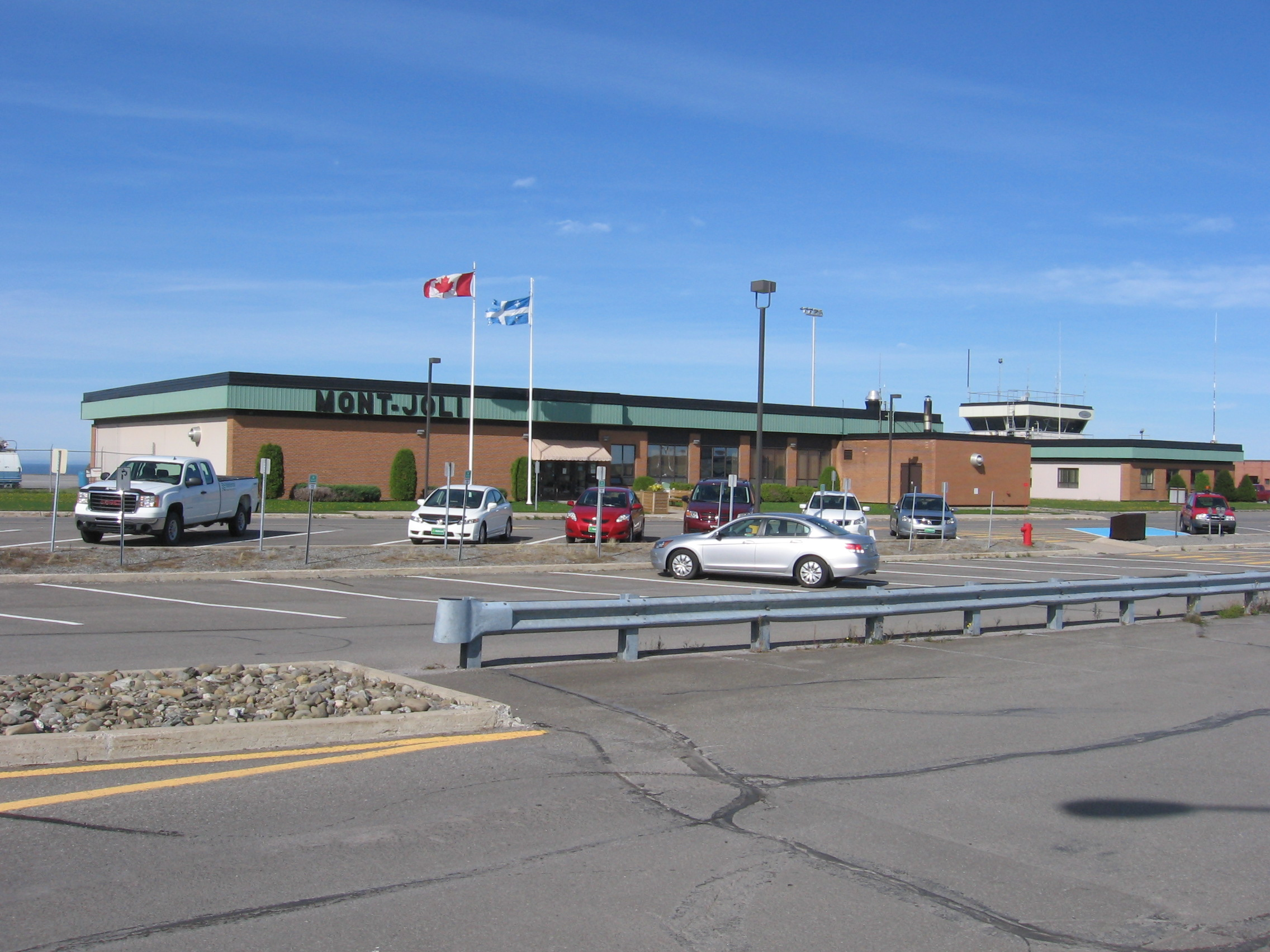
Flughafen Mont-Joli
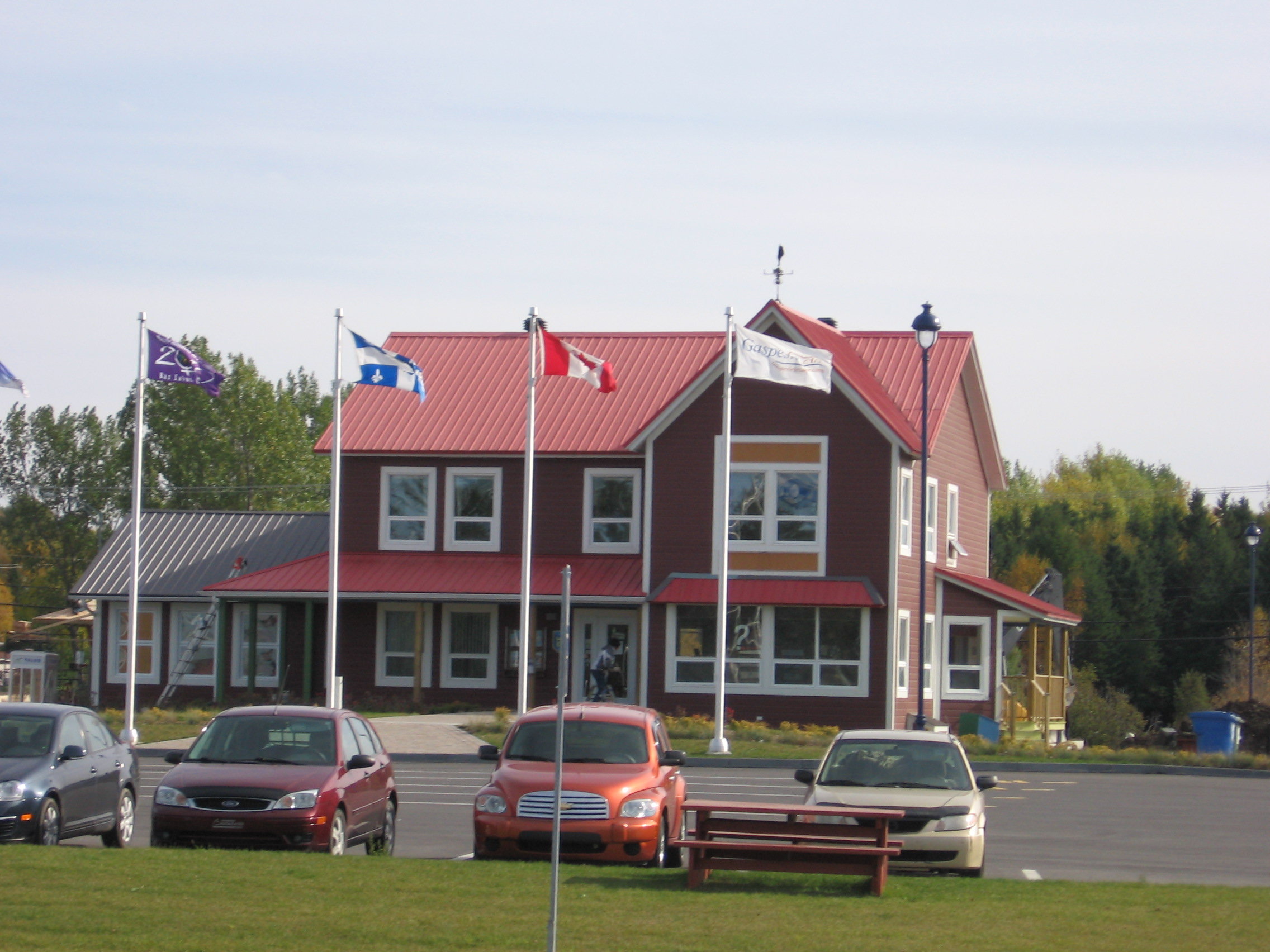
Besucherzentrum Mont-Joli
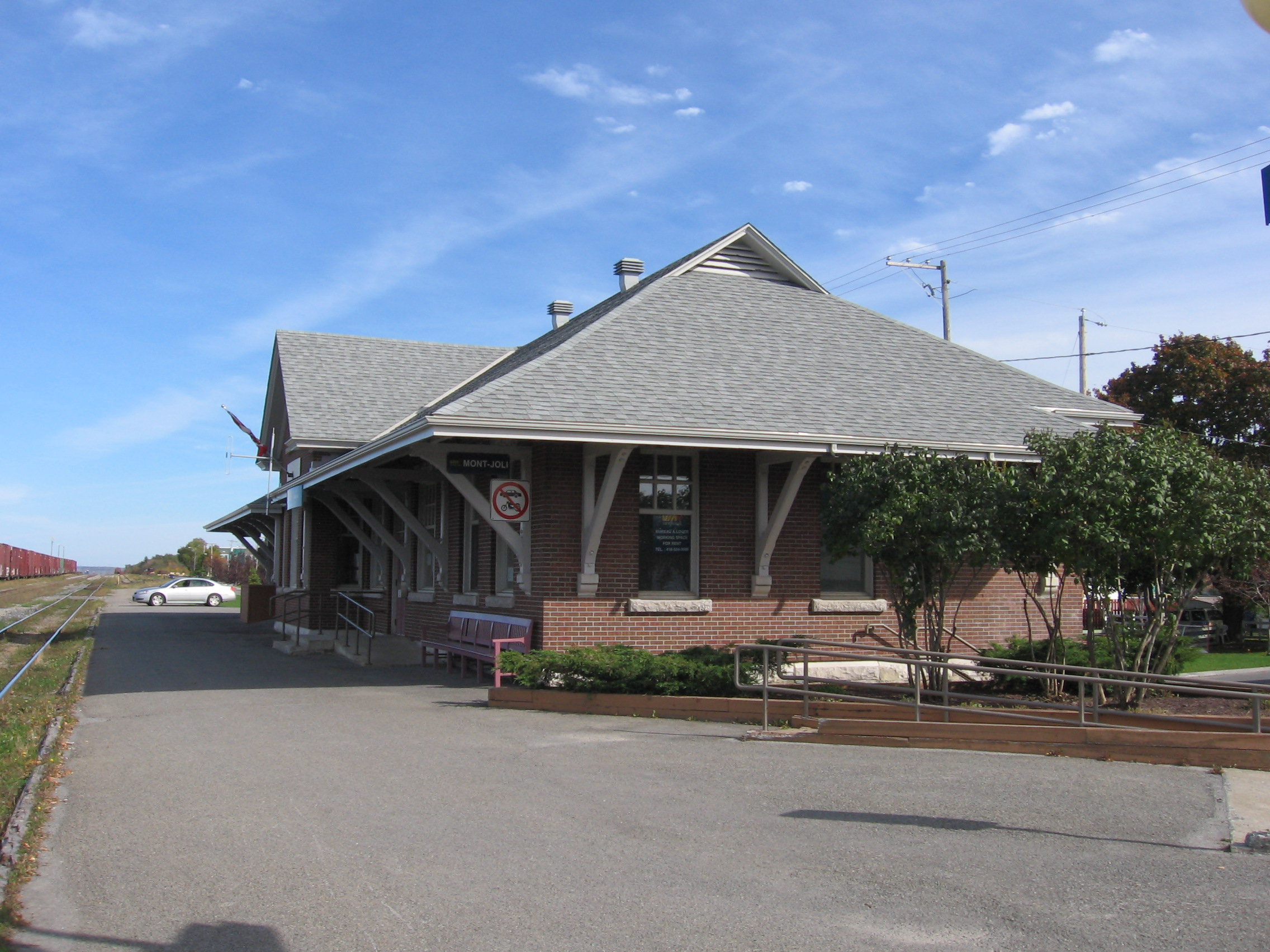
Bahnhof Mont-Joli